# 1245 в Україні

## Події
- 17 серпня князь Данило Галицький у битві під Ярославом розбив угорсько-польське військо, що намагалося завоювати Галичину й Волинь.
- Данило Галицький визнав зверхність Золотої Орди.
- Джованні Да Плано Карпіні мандрує через руські землі.
- Товтивіл прогнаний з Литви Міндовгом і деякий час знаходився при дворі Данила Романовича.

## Особи

### Народились
- Кунегунда Ростиславна (Галицька) (1245—1285) — королева Чехії, п'ята дитина князя Ростислава IV Михайловича та Анни Арпадівни.

### Померли
- Андрій Мстиславич Сіверський (? — 1245) — князь з династії Рюриковичів, гілки Ольговичів чернігівських і сіверських.

## Засновані, зведені
- Білки (Іршавський район)
- Мельниця (Ковельський район)